# Rudnik nad Sanem
Rudnik nad Sanem è un comune urbano-rurale polacco del distretto di Nisko, nel voivodato della Precarpazia.
Ricopre una superficie di 78,71 km² e nel 2005 contava 10 305 abitanti.